# MySAP ERP Financials
mySAP ERP Financials is een ERP- softwarepakket, een onderdeel van MySAP ERP.
mySAP ERP Financials is geschikt voor allerlei verschillende organisaties. Hiermee kan de financiële administratie gevoerd worden, kan gerapporteerd worden naar allerlei belangstellenden en kan de prestatie gemeten worden van de verschillende bedrijfsonderdelen.